# Sembé
Pour les articles homonymes, voir Sembé (homonymie).
Sembé est une localité du Nord-Ouest de la République du Congo, située dans la région de la Sangha, et chef-lieu du district du même nom. Elle se trouve à environ deux cents kilomètres à l'ouest de Ouesso, à laquelle elle est reliée par une piste. Sembé se trouve à une cinquantaine de kilomètres de la frontière avec le Gabon (au sud-ouest) et à une cinquantaine de kilomètres de la frontière avec le Cameroun (au nord).